# Enclisis ornaticeps
Enclisis ornaticeps là một loài tò vò trong họ Ichneumonidae.